# Henry Oliver Lancaster
Pour les articles homonymes, voir Lancaster.
Henry Oliver "HOL" Lancaster (1er février 1913, Sydney - 2 décembre 2001, Sydney), est un statisticien mathématique australien et professeur de la Fondation de statistiques mathématiques à l'université de Sydney.

## Formation et carrière
Après des études actuarielles et comptables initiales, Lancaster s'est formé en médecine, en particulier en pathologie, où il a utilisé de façon importante l'analyse statistique. 
De 1946 à 1959, Lancaster a travaillé en médecine tropicale à Sydney et à Londres. De 1959 à 1978, il a été professeur de statistique mathématique à l'Université de Sydney,,.

## Prix et distinctions
- Officier de l'Ordre d'Australie (AO)[4].
- Membre de l'Académie australienne des sciences (FAA).
- Médaille Pitman (1980)
- Médaille Thomas Ranken Lyle (1961)